# Raceway at Belle Isle
Der Raceway at Belle Isle ist eine temporäre Motorsport-Rennstrecke auf der Insel Belle Isle in der US-amerikanischen Stadt Detroit im Bundesstaat Michigan. Sie ist Austragungsort des Detroit Grand Prix, welcher von 1992 bis 2001 von der Champ-Car-Meisterschaft, seit 2007, mit Ausnahme von 2009-2011, von der IndyCar Series ausgefahren wird.

## Geschichte

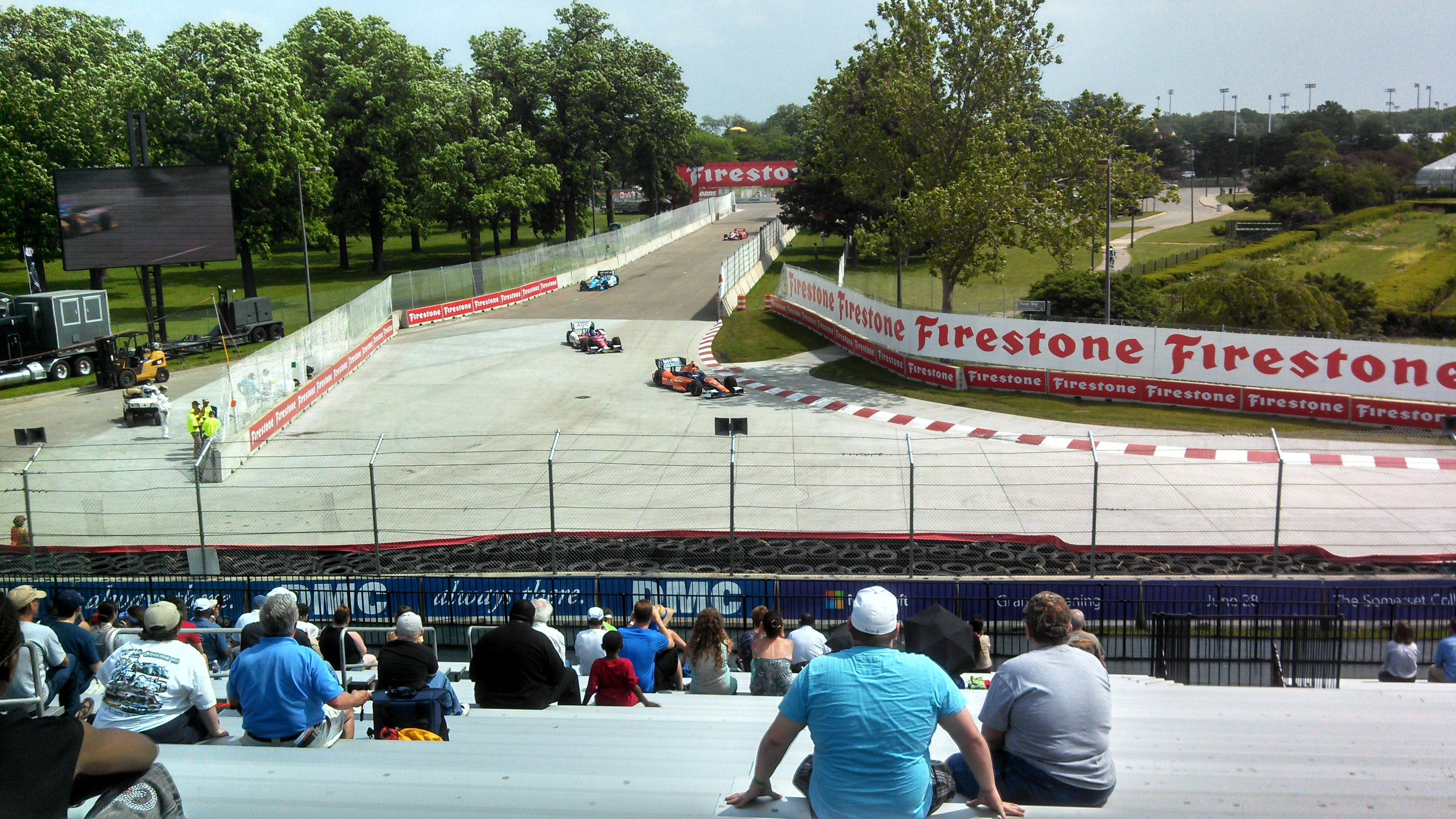
Streckenabschnitt des Raceway at Belle Isle 2013

Nach Ende der Formel-1-Läufe auf dem Detroit Street Circuit fand von 1989 bis 1992 ein Lauf der damaligen CART-Meisterschaft auf dem Innenstadt-Kurs statt. Danach wechselte das Rennen wegen des unruhigen Straßenbelages des Detroit Street-Circuits auf die Belle-Isle, wo eine 3,4 km lange Strecke eingerichtet wurde, welcher später zwecks Schaffung einer besseren Überholgelegenheit auf 3,776 km verlängert wurde. Die Champ-Car (Nachfolger der CART) verließ Detroit nach der Saison 2001, da durch den schlechten Zugang für Zuschauer, den geringen Platz im Fahrerlager und die zu enge Streckenführung die Strecke von vielen Seiten als nicht tragbar angesehen wurde.
Erst die Indy-Car Serie kehrte 2007 nach Detroit zurück, hauptsächlich durch das Engagement von Roger Penske. Es wurde ein Park-and-ride-System für die Fans eingerichtet und diverse Umbauten an der Strecke und dem Fahrerlager vorgenommen. Dabei benutzte man wieder die ursprüngliche auf 3,37 km gekürzte Ur-Version des Circuits.
Von 2009 bis 2011 wurde der Detroit Grand Prix nicht ausgerichtet, da von den großen Autofirmen in Detroit zu wenig Unterstützung für das Rennen kam, hauptsächlich auf Grund der Finanz-Krise. Erst 2012 kehrte die Indy-Car wieder zurück. Seit 2013 wurde wieder das längere Layout verwendet. Im gleichen Jahr wurden im Rahmen der Einführung von Indy Duals zwei Rennen der Indy-Car Serie ausgetragen.
2022 wurde nach der 2-jährigen Zwangspause aufgrund der weltweiten COVID-19-Pandemie das Rennen zum vorerst letzten Mal ausgetragen. Danach wechselte der Detroit Grand Prix der Indycars auf eine neue Version des Detroit Street Circuits. 

### Weitere Rennserien

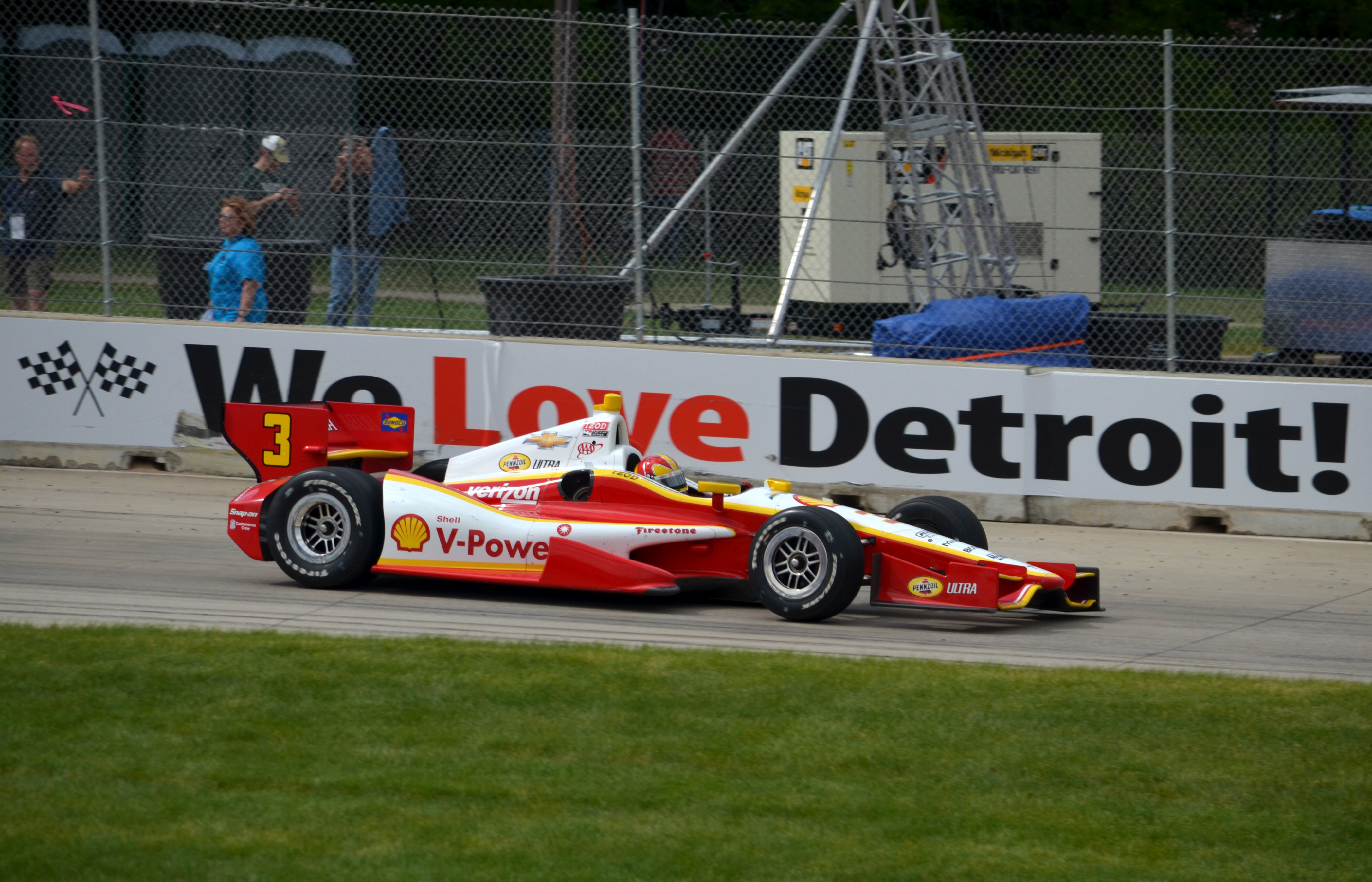
Hélio Castroneves in Detroit 2012

Von seiner ersten Einrichtung bis einschließlich der Saison 2000 fanden auf dem Kurs auch Läufe zur Indy Lights Meisterschaft in Detroit statt. Die Serie ist seit 2012 wieder im Rennprogramm. Von 1992 bis zur zwischenzeitlichen Aufgabe des Kurses im Jahr 2001 war außerdem die Trans-Am-Serie auf dem Kurs aktiv.
2007 und 2008 wurden auf der Strecke Läufe zur American Le Mans Series (ALMS) ausgetragen, von 2012 bis 2013 war die Grand-Am Sports Car Series aktiv, ab 2014 wird die United SportsCar Championship das Sportwagen-Rennen auf dem Kurs austragen.

## Streckencharakteristik

### 3,7-km-Layout
Vom Start auf dem Sunset Drive geht es durch eine schnelle Rechts-links-Kombination auf die Central Ave, welche bis zur Kreuzung mit der Inselruhe Ave gefahren wird. Die Kreuzung ist eine 90° Rechtskurve, wonach eine kurze Gerade bis zur nächsten Kreuzung mit dem Lotter Way folgt. Es folgen zwei Vollgas-Kurven, die die Fahrer zur Kreuzung mit dem Picnic Way führen. Nach dieser Linkskurve gelangt man auf eine kurze Gerade, nach einer weiteren Rechtskurve auf die lange Gegengerade (The Strand). Diese wird nach etwa zwei Dritteln durch eine schikanenartige Kombination aus einer Rechts-, drei schnellen Links- und einer weiteren scharfen Rechtskurve unterbrochen. Nach zwei weiteren schnellen Rechtskurven gelangt man wieder auf die Start-Zielgerade, die vor der Boxeneinfahrt auf der rechten Seite noch einen Vollgas-Rechtsknick hat.

### 3,4-km-Layout
Der Start-/Ziel-Bereich war an der gleichen Stelle angelegt wie heute. Nach den ersten beiden Kurven bogen die Fahrer bei dieser Variante bereits früher von der Central Ave ab und kamen auf den Picinic Way. Es folgte eine Rechts-links-rechts-Kombination in deren Mitte diese Variante auf den aktuellen Verlauf traf. Von dort an ging es den gleichen Weg wie heute in Richtung der Gegengeraden.